# J. Alphonse Testé
J. Alphonse Teste fou un músic francès del segle xix.
Fou professor de música a París, i solament és conegut per les obres següents: Nouveau cours d'études musicales et dechant élémentaire (París, 1844), i Solfège géant réduit au format ordinaire pour l'enseignement individuel (París, 1844). Inventà un aparell mecànic per a la formació de les gammes i l'emprà tots els signes, però el seu excessiu cost impedí que es popularitzes.